# Holiday sketches
Holiday sketches is een compositie van John Foulds uit 1908.
Holiday sketches valt binnen het lichte klassieke muziekgenre, dat lijnrecht tegenover Foulds’ experimentelere muziek stond. Het thema van de suite zijn vakantiebeelden uit het dan populaire vakantieland Duitsland. Het werk vond zijn weg snel naar het publiek. De eerste uitvoering kwam op 20 februari 1909 tot stand in Manchester, thuisbasis van de componist. Al spoedig werd het gedrukt, maar in sobere vorm. 
De suite kent een vierdelige opzet:
- Festival in Nuremberg in tempo Allegro giocoso
- Romany from Bohemia in tempo Quasi presto e focoso-allegretto piacevole, zigeunermuziek met vioolsolo
- Evening in the Odenwald  in tempo Lento calmo assai met cellosolo
- Bells at Coblentz in tempo Moderato pesante-allegro

De populariteit van het werk kende al snel een neergang, de Eerste Wereldoorlog brak uit en Neurenberg stond in de jaren twintig ongunstig bekend in verband met de opkomst met het Nationaalsocialisme.  
Orkestratie:
- 2 dwarsfluiten (II ook piccolo), 2 hobo, 2 klarinetten, 2 fagotten
- 2 hoorns, 2 trompetten, 3 trombones, 0 tuba
- pauken, percussie, harp
- violen, altviolen, celli, contrabassen

Foulds droeg het werk op aan A.W. Payne, zijnde Arthur Payne, de eerste violist van het London Symphony Orchestra.